# Nikolaj Znaider
Nikolaj Znaider är en danskfödd violinst och dirigent, född den 5 juli 1975 i Köpenhamn.
Som 14-årig vann han 1990 första pris i sin kategori i Jaroslav Kocian-tävlingen i Tjeckien. 1992 vann han, 16 år gammal - som yngste deltagare och första dansk någonsin - den internationella Carl Nielsen-tävlingen, och 1997 vann han första pris i violinvärldens mest respekterade tävling, Drottning Elizabeth-tävlingen i Bryssel.
Nikolaj Znaider gör ca 100 konsertframträdanden om året. Därtill kommer ett antal konserter där han axlar dirigentrollen.
Han räknas redan idag som en av violinvärldens främsta solister. Som dirigent håller han också på att befästa sin position. Från 2009 och tre år framåt är han förste gästdirigent för Svenska Kammarorkestern, Örebro.
Nikolaj Znaider spelade tidigare på en violin tillverkad av Antonio Stradivarius 1741, den s.k. ex-Liebig-violinen.
Idag spelar han på en violin tillverkad av Guarneri del Gesù, från 1741. Den spelades tidigare av den legendariska violinisten Fritz Kreisler. Violinen är därför känd som Ex-Kreisler Guarnerius. Den är ett lån till Znaider från Det Kongelige Teater.

## Diskografi
- Carl Nielsen och Max Bruchs violinkonserter. London Philharmonic Orchestra, Lawrence Foster. (2000)
- Sergej Prokofjevs violinkonsert nr 2 och Aleksandr Glazunovs violinkonsert. Bayerisches Symphonieorchester, Mariss Jansons. (2002)
- Bravo – Virtuoso and Romantic encores for Violin. Med Daniel Gortler, piano. (2003)
- Ludwig van Beethovens och Felix Mendelsohns violinkonserter. Israel Philharmonic Orchestra, Zubin Mehta. (2005)
- Johannes Brahms samlade verk för violin och piano. Med Yefim Bronfman, piano. (2007)
- Johannes Brahms och Erich Wolfgang Korngold: Violinkonserter. Inspelade "live" i Wiens Musikvereinssaal med Wienerfilharmonikerna under ledning av Valerij Gergijev (2009)

## Utmärkelser
- Echo Klassik för årets instrumentalist,  2004
- Riddare av Dannebrogorden,  2010

[Redigera Wikidata]